# Microsoft Visual Studio Debugger
Microsoft Visual Studio Debugger — отладчик, входящий в состав всех версий Microsoft Visual Studio. Изначально этот отладчик значительную долю своего подхода и функциональности перенял от CodeView, отдельного текстового отладчика, который поставлялся с Microsoft Visual C++ версии 1.5 и ниже.
Среди наиболее продвинутых возможностей, появившихся в последних версиях отладчика, можно отметить:
- Полную символьную и исходную интеграцию.
- Привязка и отвязка к/от процессам[1].
- Встроенная отладка программ, написанных на языках .NET и естественных языках для Windows (к примеру, вызовы из C# в C++).
- Возможность отладки с удаленной машины[2].
- Полная поддержка C++, включая шаблоны и стандартную библиотеку
- Отладка Веб-сервисов ASP.NET.
- Единый стандарт для более продвинутых возможностей точек останова, включая условия, адреса, данные.
- Множество способов представления состояния программ и данных, включая несколько окон просмотра, потоки, стек вызовов и модули. Отображение используемой библиотеки и пользовательских типов данных можно настраивать (например, для показа содержимого контейнерного класса подробнее, нежели просто показывать его основную структуру).
- Скриптовость или возможность управлять при помощи макросов или скриптов. Может применяться любой язык, который может взаимодействовать с COM.
- Поддержка принципа Исправил и продолжил (Edit and continue), позволяющая изменять исходный код и его перекомпиляцию без перезапуска программы (только для 32-битных приложений).
- Локальная и удаленная отладка хранимых процедур SQL на поддерживаемых версиях Microsoft SQL Server.

Основной недостаток Visual Studio Debugger заключается в невозможности отслеживать в коде режима ядра. Отладка в Windows в режиме ядра в общем случае выполняется при использовании WinDbg, KD или SoftICE.